# Scarlett Bordeaux
Elizabeth Chihaia-Kesar (Edgewater, 12 de maio de 1991) é uma lutadora profissional americana, modelo, cantora e locutora de ringue, mais conhecida pelo nome de ringue Scarlett Bordeaux. Ela trabalha atualmente para a WWE, onde atua na marca Raw sob o nome de Scarlett (abreviação de seu nome de ringue de longa data), ao lado de seu marido na vida real, Karrion Kross, e é membro do grupo Final Testament.
Ela também é conhecida por seu tempo na Lucha Libre AAA Worldwide, Ring of Honor (ROH) e Impact Wrestling. Além disso, competiu na Ohio Valley Wrestling (OVW) e no circuito independente, como AAW Wrestling, Chikara e Combat Zone Wrestling (CZW).

## Início de vida
Elizabeth Chihaia nasceu em 12 de maio de 1991, em Edgewater, Chicago, Illinois. Seus pais são de origem romena, e ela viveu com seus avós na Romênia até os quatro anos. Ela retornou aos Estados Unidos e participou do coral enquanto frequentava a Carl Sandburg High School em Orland Park, Illinois. Após o ensino médio, ela se tornou estudante universitária em tempo integral, com especialização em teatro musical, e se formou na Columbia College Chicago. Ela treinou em um conservatório como mezzo-soprano. Chihaia fez sua estreia como lutadora profissional em 2012.

## Carreira na luta livre profissional

### Circuito independente (2012–2019)
Chihaia fez sua estreia em 27 de abril de 2012, no evento CSW Southside Showdown, como Scarlett Bordeaux, derrotando The Angel. Durante esse período, Bordeaux adotou a persona de uma "prima donna" superficial, caracterizando-se como uma heel.
Bordeaux fez sua estreia na Chikara, onde passou a apresentar o programa "The Throwdown Lowdown". No primeiro episódio, ela entrevistou 2 Cold Scorpio. Desde então, Bordeaux continuou a ser a anfitriã do "The Throwdown Lowdown", que apresentava clipes inéditos do vasto arquivo de vídeos do Chikara, mostrando quedas de alto impacto e momentos brutais, além de entrevistas. Bordeaux retornou a Chikara em 13 de março de 2013, como apresentadora do "The Throwdown Lowdown", substituindo Natali Morris. No dia 9 de julho de 2016, ela derrotou Joey Ryan para ganhar o título DDT Pro Ironman Heavymetalweight, mas perdeu o cinturão por desistência após trocar o título pelo autógrafo de Rhyno.
Bordeaux (kayfabe) deixou a AAW após se cansar de se objetificar para agradar o público e chamar atenção, o que a levou a ser maltratada. No evento AAW's One Twisted Christmas em 29 de dezembro de 2012, Shane Hollister derrotou Colt Cabana. Uma das estipulações da luta era que, se Cabana vencesse, ele ficaria com Scarlett por uma semana. Bordeaux e Hollister se envolveram na rivalidade de Eddie Kingston com Silas Young, oferecendo Dan Lawrence e Markus Crane como seguranças para forçar Young a concordar em ser parceiro de dupla de Kingston. Isso resultou em uma luta de duplas no evento AAW: EPIC – The 10th Anniversary Show em 24 de março, que eles perderam, apesar das interferências de Bordeaux e Jordynne Grace. No evento AAW: Bound for Hate em 20 de junho, Hollister e Bordeaux interromperam A.C.H., realizando uma "guerra psicológica". Bordeaux também apareceu no evento AAW: Pro Wrestling Redefined's Point of No Return, interferindo no combate principal pelo Campeonato Peso-Pesado da AAW em favor de Shane Hollister, mas acabou sendo atingida por um spear de Jimmy Jacobs, garantindo a vitória de Hollister.

### Ohio Valley Wrestling (2012)
Bordeaux recebeu uma oportunidade de teste na Ohio Valley Wrestling (OVW) no OVW Episode 676, transmitido em 1º de agosto de 2012, onde enfrentou a duas vezes campeã feminina da OVW, Epiphany, em uma luta individual. Bordeaux retornou à OVW e fez sua estreia televisiva no OVW Episode 685, transmitido em 3 de outubro de 2012, onde competiu contra a então campeã feminina da OVW, Heidi Lovelace, em uma luta que terminou em derrota para Bordeaux. Após o combate, ela demonstrou bom espírito esportivo. Mais tarde, no mesmo evento, Bordeaux participou de sua segunda luta da noite, derrotando a três vezes campeã "The (Irish) Redheaded Bombshell" Taeler Hendrix em uma luta não televisionada (dark match), conquistando sua primeira vitória na OVW.

Na edição de 31 de outubro do OVW Episode 689, Bordeaux foi derrotada pela Queen of OVW e sete vezes campeã Josette Bynum em uma luta rápida, que determinaria a última participante para a luta triple threat contra Taeler Hendrix e a então campeã feminina Heidi Lovelace, apesar da interferência de Taeler Hendrix. No mesmo episódio, Bordeaux participou de uma Battle Royal de fantasias de Halloween, mas não conseguiu se tornar a desafiante número 1 pelo Campeonato Feminino da OVW, título que foi conquistado por Jessie Belle. Bordeaux fez sua última aparição na OVW na edição de 22 de novembro do OVW Episode 692, onde foi derrotada pela nova campeã feminina da OVW, Taryn Terrell.

### WWE (2019–2021)

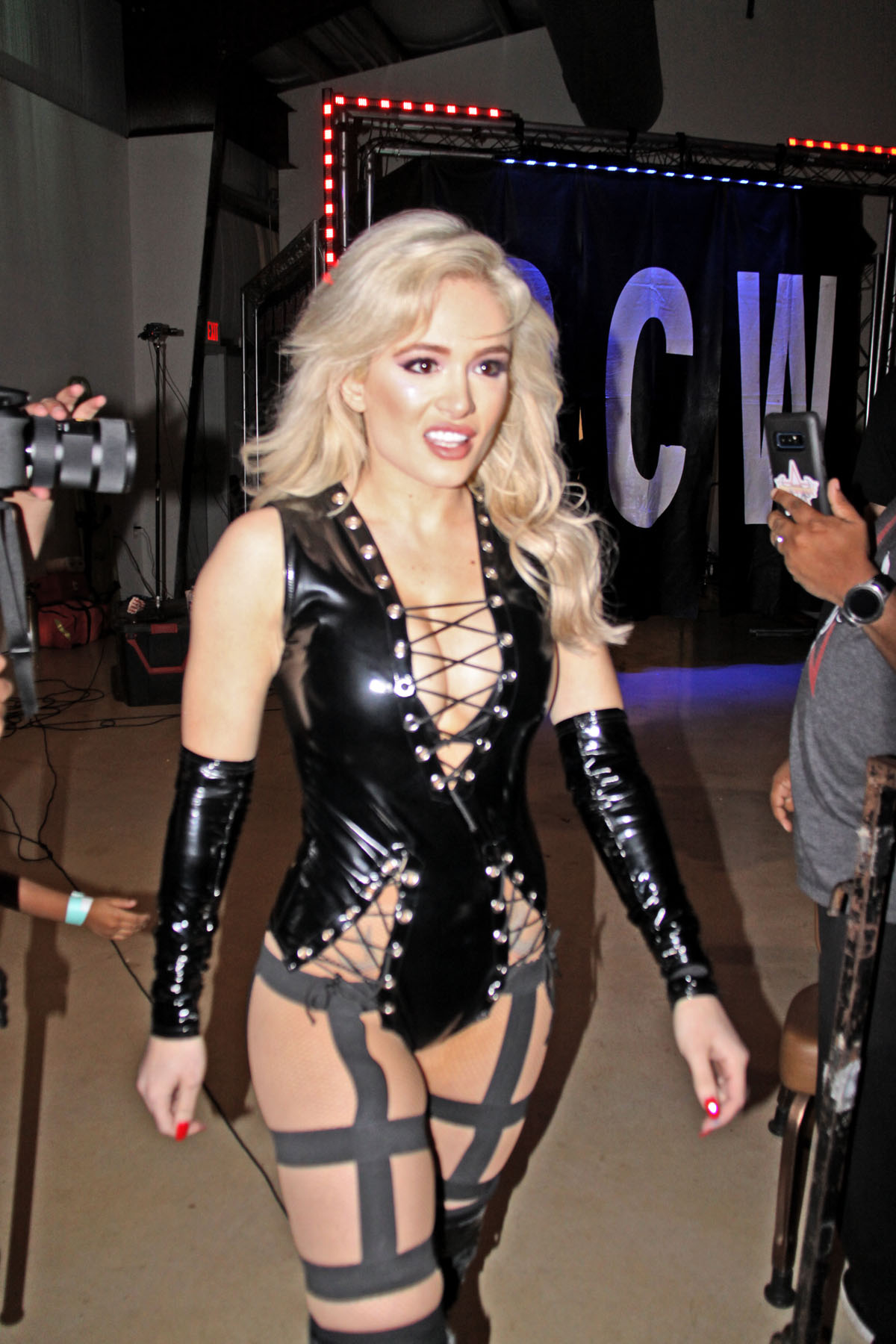
Scarlett Bordeaux em 2019.

Bordeaux fez sua primeira aparição na WWE como uma das várias participantes coloridas da festa de Adam Rose, chamadas de Rosebuds, no pay-per-view Payback em 1º de junho de 2014. Ela mais tarde afirmou que havia se apresentado como uma Rosebud cerca de 15 vezes até março de 2015. Ela fez sua estreia no ringue da WWE sob o nome de Scarlett no episódio de 26 de dezembro de 2016 do WWE Raw, sendo apresentada como uma "talento local" antes de perder para Nia Jax. Em setembro de 2019, Bordeaux participou de uma avaliação privada no WWE Performance Center em Orlando, Flórida. Em novembro do mesmo ano, a WWE anunciou que havia assinado contrato com Bordeaux e que ela começaria a treinar no Performance Center naquele mês. Ela fez sua estreia oficial no NXT em 6 de maio de 2020, retornando ao nome de ringue Scarlett, desta vez como valet de seu namorado na vida real, Karrion Kross. Ela continuou a acompanhá-lo durante sua passagem pelo NXT, incluindo suas conquistas do Campeonato do NXT no TakeOver XXX e NXT TakeOver: Stand & Deliver. No entanto, em 4 de novembro de 2021, Scarlett foi liberada pela WWE, juntamente com Kross, como parte de uma série de demissões que ocorreram devido à pandemia de COVID-19, que afetou tanto o pessoal administrativo quanto os talentos da franquia.

### Major League Wrestling (2022)
Em 2 de junho de 2022, foi anunciado que Bordeaux faria sua estreia no Battle Riot IV. Ela derrotou Clara Carreras por pinfall em uma luta individual.

### Retorno à WWE (2022–presente)
No episódio de SmackDown em 5 de agosto de 2022, Scarlett, junto com Karrion Kross, fez seu retorno à WWE ao atacar Drew McIntyre no final do show. Nos meses seguintes, ela voltou à função de manager que desempenhou durante sua passagem anterior pela empresa, além de começar a interferir ocasionalmente nas lutas para ajudar Kross a vencer. Em dezembro de 2022, Scarlett se envolveu em sua primeira rivalidade, quando ela e Kross se enfrentaram brevemente com o casal também real Emma e Madcap Moss. Isso culminou em uma luta de duplas mista no episódio do SmackDown em 6 de janeiro de 2023, onde Scarlett e Kross saíram vitoriosos. Essa luta foi a primeira luta televisionada de Scarlett como uma superestrela assinada pela WWE. No episódio do SmackDown em 16 de junho de 2023, Scarlett formou novamente uma equipe com Kross, e juntos derrotaram AJ Styles e Michin.
Em outubro de 2023, Scarlett foi uma das apresentadoras do NXT Halloween Havoc, ao lado de Shotzi. No episódio do SmackDown de 22 de dezembro de 2023, Scarlett e Karrion Kross apareceram em um vídeo, anunciando que haviam formado uma nova aliança. No SmackDown: New Year's Revolution, Scarlett acompanhou Kross em um ataque a Bobby Lashley e os Street Profits, com a ajuda dos Authors of Pain e Paul Ellering, que fizeram seu retorno oficial à WWE, confirmando a aliança no processo. A rivalidade entre os dois grupos culminou em uma luta Philadelphia Street Fight na WrestleMania XL, com Scarlett atuando como manager do time de Kross, enquanto B-Fab representava o outro lado, marcando a primeira aparição de Scarlett no evento anual de pay-per-view. No episódio seguinte do NXT, Scarlett fez seu retorno ao programa ao lado do The Final Testament.
Durante a segunda noite do WWE Draft, que ocorreu em 29 de abril de 2024, Scarlett foi transferida para o Raw, juntamente com o restante do Final Testament.

## Outras mídias
Chihaia apareceu no WWE 2K22 e WWE 2K23 como manager sob sua persona Scarlett. Ela fez sua primeira aparição como personagem jogável no WWE 2K24. Scarlett também foi destaque em outros produtos relacionados à WWE, incluindo três figuras de ação da Mattel. Além disso, ela cantou a música tema "Dead Silent" para seu grupo com Karrion Kross, que foi lançada pela WWE em serviços de streaming em junho de 2020. Em abril de 2021, Chihaia participou da música "Indestructible", sob seu nome artístico Scarlett Bordeaux, com Shotzi e Harley Cameron, e também apareceu no videoclipe da canção. Em outubro de 2022, elas lançaram juntas outro videoclipe, desta vez para uma versão da música "I Put a Spell on You". Em setembro de 2023, Chihaia começou a apresentar um programa de caça a fantasmas chamado "Chamber of Horrors", ao lado de Shotzi, no canal oficial da WWE no YouTube.

## Vida pessoal
Chihaia é casada com o também lutador profissional Kevin Kesar, mais conhecido pelo seu nome de ringue, Karrion Kross. Em 23 de setembro de 2021, o casal anunciou seu noivado. Em 20 de abril de 2022, eles anunciaram seu casamento no Alasca, em uma cerimônia privada em um glaciar.

## Títulos e prêmios
- DDT Pro-Wrestling
  - Ironman Heavymetalweight Championship (1 vez)[53]
- East Coast Wrestling Association
  - ECWA Women's Championship (1 vez)[54]
- Maryland Championship Wrestling
  - MCW Rage Television Championship (1 vez)
- Masters of Ring Entertainment
  - MORE Wrestling Women's Championship (1 vez)[55][56]
- Pro Wrestling After Dark
  - SAW Women's Championship (1 vez)[57]
- Pro Wrestling Illustrated
  - PWI a colocou na #89ª posição das 100 melhores lutadoras individuais no PWI Female 100 em 2019[58]